# El navegante solitario
El Navegante Solitario  es una película documental de Argentina filmada en colores dirigida por Rodolfo Petriz sobre su propio guion que se estrenó el 9 de enero de 2020 y que tiene como tema la vida del legendario Vito Dumas. Incluye escenas ficcionalizadas, animaciones, entrevistas, numeroso material de archivo inédito y banda de sonido original. Se rodó en Argentina, Francia, España, Uruguay y EE. UU..   

## Sinopsis
Cuatro travesías épicas que desafiaron los límites de lo posible y asombraron al mundo entero, entre ellas la primera vuelta al mundo en solitario doblando el temible Cabo de Hornos, encumbraron a Vito Dumas como el navegante solitario más grande de la historia de la náutica. Estos viajes estructuran la trama de vida de un auténtico héroe byroneano -transgresor, polifacético y bon vivant- que durante las décadas del ´30, ´40 y ´50 subió al Olimpo de los ídolos populares. Pero todo héroe también desciende a los infiernos. La envidia de unos y el odio por motivos políticos de otros desvirtuaron su figura hasta intentar convertir a Dumas en el “innombrable” de la náutica nacional. Fallecido en 1965, en su figura se condensan muchos de los ideales y desengaños que marcaron la historia de la Argentina durante gran parte del siglo XX.

## Reparto
- Luis Petriz
- Marcelo D`Andrea

## Testimonios
- Diego Dumas; Ricardo Cufré; Eduardo Porto; Roberto Alonso; Ernesto Villafañe; Andrés Rodríguez; Jean-Baptiste Bossuet; Ezequiel Fernández Moores; Hernán Álvarez Forn; Osvaldo Pickel; Gustavo Agra; Néstor Linari; Luis Cueto.

## Festivales y nominaciones
El documental se presentó en varios festivales:
- 21º BAFICI 2019 (Argentina) Selección Oficial
- 5º Festival de Cine de las Alturas de Jujuy 2019 (Argentina) Competencia Oficial Documental.
- 15º Festival Tucumán Cine 2020 (Argentina) Competencia Latinoamericana.
- 1º Tarapacá FIC 2020 (Chile). Competencia Oficial Documental.
- Sportfilm LIBEREC 2020 (República Checa). Selección Oficial.
- 6º Golden Tree International Documentary Film 2021 (París-Beijing). Competencia Oficial.
- 41º Paladino de Oro Sport Film Festival 2021 (Palermo, Italia). Competencia Oficial.
- 39.º Sports Movies & TV FICTS Fest 2021 (Milán, Italia). Selección Oficial.
- 15º Festival Internacional de Cine de Montaña de Ushuaia 2021 (Argentina). Mención Especial
- 19º Annual International Ocean Film Festival – Selección Oficial (USA)
- 13º Irán FICTS International Film Festival-Competencia Oficial (Irán)
- 13º Certamen de Cine de Viajes del Ocejón (España-2022) Competencia Oficial Documental

## Críticas y comentarios
Ezequiel Fernández Moores escribió en La Nación:

"El Navegante Solitario cuenta con maestría la historia de Dumas. Historia de locura, odio y olvido. Tiempos de Perón. Y de antiperonismo"

Santiago García opinó en  Leer Cine:

Una avenida, la más ancha que se encuentre frente al mar, debería hoy llevar su nombre. Mientras tanto, tiene este documental que le hace justicia. No solo por recuperar su figura, sino por hacerlo con oficio cinematográfico, excelente material de archivo y buen pulso para la narración. Verdadero ejemplo de navegación en el recuerdo de un aventurero llamado Vito Dumas.

Juan Bautista Duizede escribió en Socompa:

"Si la ruta por la que Vito Dumas rodeó el planeta fue llamada la ruta imposible, bien podría decirse que éste era el documental imposible. Petriz hizo de la escasez virtud y de la necesidad acicate para la invención. Su documental es sobrio, equilibrado, eficaz”

Gastón Dufour escribió en Sin Subtítulos:

“¡Qué hermosa musicalidad, qué oda tan maravillosa al deseo de aventura, que remite de manera casi directa a las grandes obras de la literatura sobre largos viajes en el mar, proezas increíbles, odiseas mágicas, y tantas otras increíbles narraciones sobre el hombre y sus posibilidades, que es este documental! “

Escribió Emiliano Basile en Escribiendo Cine:

“El navegante solitario es un homenaje, un sentido reconocimiento y una extravagante hazaña merecida por Vito Dumas. Pero sobre todo es una gran película, hecha con entusiasmo y la fuerza de la pasión que excede la información y la historia en sí misma.”

Adolfo C. Martínez escribió en La Nación:”

”…un documental tan cálido como poético en torno de la figura de ese navegante que siempre tuvo como ardiente fijación recorrer todos los mares del mundo junto a su soledad… larga trayectoria de ese Vito Dumas que integró, sin duda, la galería de los nombres más importantes del deporte argentino.”

Ezequiel Boetti en Página 12 opinó:

”… puede pensarse como una película de aventuras decimonónicas que enfrenta a su héroe tanto a los cambios políticos de la Argentina como a los embravecidos caprichos de la naturaleza: habrá, entre otras delicias, olas kilométricas, vientos atronadores, un paso por ese cementerio naval que es el Cabo de Hornos, roturas inesperadas, una amputación inminente, enfermedades y hasta un record (totalmente involuntario) de navegación ida y vuelta en el Atlántico ante la imposibilidad de dominar la deriva de su bote… El navegante solitario es también un relato sobre la pasión, quizás el motor principal de ese hombre para el que la felicidad consistía en la soledad más absoluta en medio de la nada, bien lejos de todo.

Rolando Gallegos en Lúdico y Memorioso:

“Sólido y potente documental acerca de Vito Dumas. Una celebración de cine e historia, que abraza una multiplicidad de materiales para reivindicar a un grande olvidado.”